# Habsburg–Toscanai József Ferdinánd főherceg
Habsburg–Toscanai József Ferdinánd Szalvátor főherceg (Erzherzog Joseph Ferdinand Salvator Maria Franz Leopold Anton Albert Johann Baptist Karl Ludwig Rupert Maria Auxiliatrix von Österreich-Toskana), (Salzburg, 1872. május 24. – Bécs, 1942. augusztus 25.), osztrák főherceg, Toszkána hercege, császári és királyi vezérezredes, léghajós. Az első világháborúban a rövid ideig a XIV. hadtest, majd 1914–1916 között a 4. hadsereg parancsnoka. A Bruszilov-offenzíva után leváltották. 1916–1918-ig az osztrák-magyar császári és királyi repülő fegyvernem főfelügyelője

## Élete

### Származása, testvérei
József Ferdinánd Szalvátor főherceg 1872. május 24-én született Salzburgban. Édesapja IV. Ferdinánd (1835–1908) volt, Toszkána utolsó nagyhercege, II. Lipót toszkánai nagyhercegnek és az olasz Bourbon (Borbone) házból való Mária Antónia nápoly–szicíliai királyi hercegnőnek legidősebb fia.
Édesanyja IV. Ferdinánd második felesége, a Bourbon-házból származó Aliz Bourbon–parmai hercegnő (1849–1935) volt, III. Károly parmai herceg és Lujza Mária Terézia francia királyi hercegnő leánya. A házaspárnak tíz gyermeke született (Habsburg–Toscanai főhercegek és főhercegnők):
1. Lipót Ferdinánd Szalvátor főherceg (1868–1935), későbbi polgári nevén Leopold Wölfling,
2. Lujza Antonietta főhercegnő (1870–1947), aki III. Frigyes Ágosthoz (1865–1932), Szászország utolsó királyához ment feleségül,
3. József Ferdinánd Szalvátor főherceg (1872–1942), cs. és kir. vezérezredes.
4. Péter Ferdinánd Szalvátor főherceg (1874–1948), aki II. Ferenc nápoly–szicíliai király unokahúgát, Mária Krisztina Karolina hercegnőt (1877–1947) vette feleségül.
5. Henrik Ferdinánd Szalvátor főherceg (1878–1969), cs. és kir. vezérőrnagy, aki 1919-ben a polgári származású Maria Karoline Ludeschert vette feleségül.
6. Anna Mária Terézia főhercegnő (1879–1961), aki 1901-ben Johannes zu Hohenlohe–Bartenstein und Jagstberg német herceghez (1863–1921) ment feleségül.
7. Margit Mária Albertina főhercegnő (1881–1965)
8. Germána Mária Terézia főhercegnő (1884–1955)
9. Róbert Szalvátor főherceg (1885–1895)
10. Ágnes Mária Terézia főhercegnő (1891–1945)

József Ferdinánd főherceg második fiúként született. Botrányos életű bátyja, Lipót Ferdinánd azonban kivált a Habsburg-házból, lemondott trónigényéről, így 1908-tól József Ferdinánd lett Toszkána nagyhercegi trónjának várományosa (illetve követelője), erről a címről élete végéig sem mondott le, bár a nagyhercegség területe már 1861 óta az Olasz Királyság része volt.

### Tanulmányai, pályafutásának kezdete
A toszkánai nagyhercegi család az Olasz Királyság kikiáltása után Salzburgba költözött. József Ferdinánd a mährisch-weißenkircheni (ma: Hranice na Moravě) katonai főreáliskolát, majd a bécsújhelyi Mária Terézia Katonai Akadémiát (Theresianische Militärakademie) járta ki. Az Akadémia elvégzése után, 1892. augusztus 18-án hadnagyként a tiroli hegyivadász ezrednél (Tiroler Kaiserjägerregiment) lépett szolgálatba. A következő években különféle csapatoknál szolgált (93., 17., 59. gyalogezredek, 4. tiroli hegyivadász-ezred). 1894.november 1-jén főhadnaggyá léptették elő. 1895–97-ig a bécsi vezérkari akadémiára (Kriegsschule) járt. 1897. november 1-jén századossá, 1901. május 1-jén őrnaggyá lépették elő. 1903. május 1-jén alezredesi rangot kapott, és a 27. gyalogezredhez helyezték. 1905. április 27-én ezredessé léptették elő, és kinevezték a 93. gyalogezred parancsnokává. 1908. november 1-jén vezérőrnaggyá léptették elő, és az 5. gyalogos dandár parancsnoka lett.
Más főhercegekhez hasonlóan, akik a politikai és üzleti élet irányításában nem vehettek részt, József Ferdinánd érdeklődése más területek felé fordult. Sokat utazott a Közel-Keleten. Szenvedélyes vadász volt, gyakran szabadságoltatta magát vadásztúrák miatt, élményeit könyvben is megjelentette. Másik szenvedélye a léghajózás volt. A katonai repülés lehetőségeit az osztrák–magyar katonai vezetés még nem vette komolyan. A főherceg 1909-ben léghajós utat szervezett linzi lakóhelyéről a franciaországi Dieppe városáig. Kormányozható léghajójával 16 óra alatt tette meg az utat.
1911 januárjában József Ferdinánd főherceget kinevezték a linzi 3. gyalogos hadosztály parancsnokává. Május 1-jén altábornaggyá léptették elő.

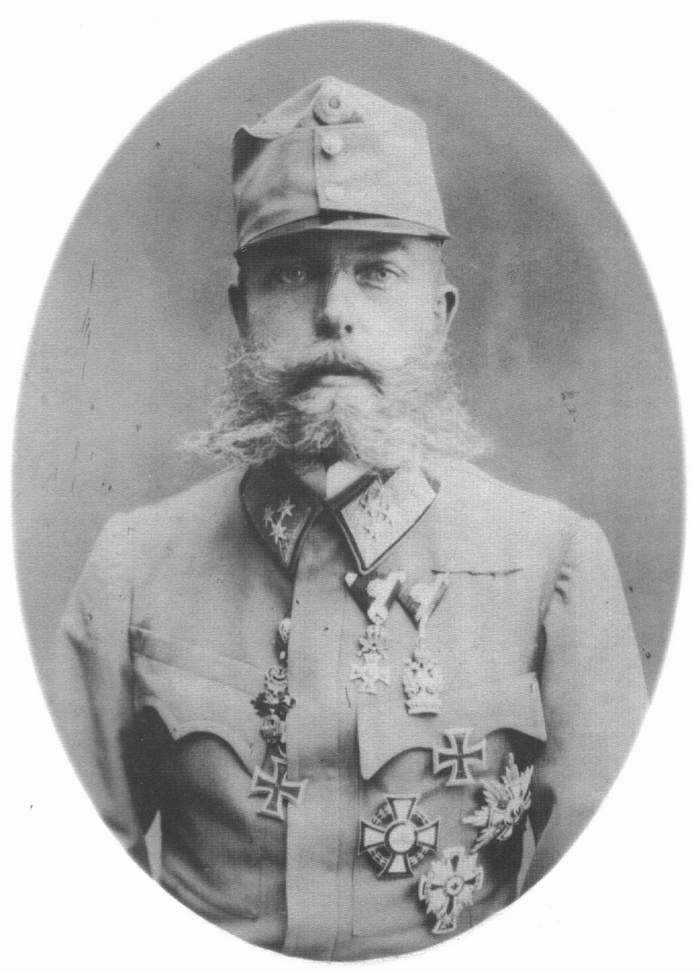
József Ferdinánd Szalvátor főherceg vezérezredes, 1916 körül.

### Az első világháborúban
1914 augusztusában József Ferdinándot, akit időközben gyalogsági tábornokká léptettek elő,  megbízták az innsbrucki XIV. hadtest vezetésével, amelynek parancsnokát, Viktor Dankl lovassági tábornokot az 1. hadsereg parancsnokává nevezték ki. Emellett Tirol és Vorarlberg védelmének parancsnoka és Innsbruck vezénylő tábornoka volt. 1914 őszén a XIV. hadtestet, amelyhez további elit ezredeket is csatoltak, a keleti frontra küldték. A hadcsoportttá bővített XIV. hadtest Brudermann lovassági tábornok 3. hadseregének alárendeltségébe került. 1914. szeptember elején a Zlota menti és a gnila-lipai csatákban a 3. hadsereg megsemmisítő vereségeket szenvedett, a lembergi csatában gyakorlatilag teljesen megsemmisült. József Ferdinánd hadcsoportja sikeresen harcolt a Bug folyónál, Komarównál, Zamośćnál és Rava-Ruszkánál. A rava-ruszkai „hatnapos csata” megtizedelte a Auffenberg gyalogsági tábornok  parancsnoksága alatt harcoló 4. hadsereget is. Auffenberget leváltották, helyére 1914. szeptember 10-én ideiglenesen József Ferdinánd főherceg altábornagyot nevezték ki. Hadseregparancsnoki megbízását november 9-én véglegesítették. E poszton maradt egészen 1916 közepéig.
Parancsnoksága alatt 1914–15 telén a 4. hadsereg részt vett a véres kárpáti harcokban, és az 1915-ös sikeres tavaszi gorlice-tarnówi hadjáratban is. A gorlicei áttörés és a krásniki csata után József Ferdinánd hadserege győztesként vonult be az oroszoktól visszafoglalt Lublinba. A breszt-litovszki erődítmény 1915. augusztus 26-i elfoglalása után a hadvezetés tovább erőltette az előrenyomulást, amely azonban elakadt, és a hadseregeket vissza kellett vonni a Sztrij (Stryj) folyó mögé. A frontot ezen a vonalon tartósan stabilizálták, az állásokat kiépítették,  a katonák kényelmes és egészséges lakóhelyhez jutottak. A főherceg frontkatonáinak egészségügyi viszonyait is feljavíttatta. 1916. február 26-án vezérezredessé léptették elő.
Szerencsecsillaga ekkor leáldozott. Az orosz hadvezetés 1916 júliusára nagy offenzívát tervezett, amelynek időpontját francia és olasz politikusok követelésére előbbre hozták. Az orosz támadásnak tehermentesítenie kellett volna a nyugati frontokat, fékezni a Verdun elleni német támadást, és a Monarchia offenzíváját Dél-Tirolban. 1916. június elején Bruszilov tábornok, az orosz Délnyugati Front Parancsnoka négy orosz hadsereggel, széles fronton indította meg a Bruszilov-offenzíva néven híressé vált hadműveletet, amely a központi hatalmak jól megerősített állásokban védekező, harcedzett csapatai számára a „lucki katasztrófa” néven ismert vereséggel járt. Június 4-én Kalegyin orosz tábornok 8. hadserege támadást intézett József Ferdinánd 4. hadserege ellen. Az erős és tartós orosz tüzérségi tűz szétzúzta az erődített osztrák–magyar állásokat és a védárokrendszert. Az orosz gyalogság – erősítés igénybevétele nélkül – már a támadás első napjaiban (Olika|Olikánál) (ma: Олыка, Ukrajna) áttört, és behatolt a védelem mélységébe. Az elesettek és foglyul esett katonák nagy száma arra kényszerítette a 4. hadsereget, hogy visszavonuljon nyugat felé. Az előrenyomuló oroszok június 10-én átkeltek a Sztrij folyón is. 85 km szélességben, 48 km mélységben hatoltak be a Monarchia vonalai mögé. Az osztrák–magyar hadseregben szétzilálódott a fegyelem, a szláv származású katonákból álló egységek alig fejtettek ki ellenállást. A cs. és kir. 4. hadsereg egyetlen hét alatt elvesztette emberállományának nagy részét, alig 27 000 harcképes katonája maradt. A parancsnokok tehetetlenné váltak, felrémlett az egész háborút eldöntő vereség réme. A helyzetet csak július végére sikerült stabilizálni, újabb súlyos veszteségek árán, német segítséggel.
Linsingen vezérezredes, a német Déli Hadseregcsoport parancsnoka, és a német Legfelsőbb Hadvezetőség (Oberste Heeresleitung, OHL) is József Ferdinánd főherceget tette felelőssé a parancsnokság összeomlásáért. Követelték eltávolítását. A tescheni osztrák–magyar főhadparancsnokság (Armeeoberkommando, AOK) engedett, a császár június 7-én leváltotta József Ferdinándot a 4. hadsereg éléről, helyére Tersztyánszky Károly vezérezredest nevezte ki. A vereség okainak tisztázására vizsgálatot indítottak. A 4. hadsereg vezérkari főnökének jelentése a főherceget sok vád alól felmentette, de nyilvánosan sohasem a kapott elégtételt. A katasztrofális lucki vereséget ma is főleg az ő nevéhez kötik.
Ferenc József császár és király halála után Károly lépett a trónra, akivel József Ferdinánd főherceg jó kapcsolatokat ápolt. 1917-ben az új uralkodó ismét igénybe vette a főherceg szolgálatait, és 1917. július 8-án – az AOK tiltakozása ellenére – őt nevezte ki a császári és királyi Légierő fegyvernemi főfelügyelőjévé (Generalinspektor der k.u.k. Luftfahrtruppen). E tisztséget 1918. szeptember 3-áig viselte.

### Házasságai, gyermekei
A világháború után visszavonult a közélettől. Elfogadta az Osztrák Köztársaság Habsburg-törvényét, nyilatkozatban kötelezte magát, hogy távol marad mindenfajta politikai szerepvállalástól. Egyszerű polgárként élt Bécsben és a salzkammerguti Mondseeben. 1921. május 2-án feleségül vette a közrendű polgári családból származó Rosa Kandie Jockl-Kaltenbrunnert (1878–1929), akitől 1928. október 16-án elvált. 1929. január 27-én ismét megnősült, ezúttal egy nemesi származású, de nála alacsonyabb rangú leányt, Gertrude Tomanek von Beyerfels-Mondsee grófnőt (1902–1997) vette feleségül. Két gyermekük született:
- Klaudia Mária Terézia (* 1930. április 6.) firenzei grófnő, aki később megkapta a Firenze hercegnője címet (Claudia Principessa di Firenze).
- Miksa Ferenc József Károly Ottó Henrik (* 1932. március 17.), Habsburg grófja, aki 1961-ben Londonban Doris Williamset (* 1929) vette feleségül. Leányuk, Habsburg Mária Kamilla grófnő 1962-ben született.

A Habsburg-család számára a főherceg mindkét házassága rangon alulinak minősült.

### Utolsó évei a nácik által megszállt Ausztriában
1938 márciusában az Anschluss keretében német csapatok vonultak be Ausztriába. Március 15-én József Ferdinándot (másokkal együtt) Mondsee-ben az NSDAP helyi  szervei „védőőrizetbe” vették. Néhány napig letartóztatásban volt, majd háziőrizetbe helyezték, az SA felügyelete alatt. Március 25-én ismét letartóztatták, a Dachaui koncentrációs táborba szállították, ahol magánzárkába került. Április 4-én szabadlábra helyezték, megromlott egészséggel. A Habsburg-család tagjai közbenjártak érdekében Hermann Göringnél, akivel jó kapcsolatokat ápoltak, így a főherceg nyolc napos fogság után kiszabadult, de a bécsi Gestapo továbbra is állandó megfigyelés alatt tartotta, 1942. augusztus 25-én (más forrás szerint február 28-án) bekövetkezett haláláig. Ő volt az egyetlen Habsburg, aki – ha csak néhány napra is – német koncentrációs táborba került.

## Művei
- Jagderinnerungen (Vadászélmények), Bécs, 1913.